# The Falconeer
The Falconeer is een luchtgevechtsspel ontwikkeld door Tomas Sala en uitgegeven door Wired Productions. Het spel werd op 10 november 2020 uitgebracht voor Xbox Series X/S, Xbox One en pc, en later voor PlayStation 4, PlayStation 5, Nintendo Switch en Stadia.

## Spelverloop
De speler neemt de rol aan van "The Falconeer", een krijger die op de rug van een gigantische oorlogsvogel vliegt en missies uitvoert voor diverse facties. De gameplay combineert luchtgevechten, verkenning van de open wereld en een gelaagd verhaal. Spelers hebben de mogelijkheid om zowel hun personage als de vogel te upgraden met geavanceerde wapens, pantsers en 'mutagens'.
Het spel speelt zich af in een fantasiewereld genaamd "The Great Ursee", een weidse oceaan bezaaid met eilanden die bewoond worden door verschillende facties.

## Ontwikkeling
The Falconeer is ontwikkeld door Tomas Sala, die verantwoordelijk was voor vrijwel elk aspect van het spel. Sala had al jarenlange ervaring met het maken van computerspellen in teamverband bij het bedrijf Little Chicken Game Company, dat hij samen met onder andere zijn broer oprichtte. Echter, hij worstelde met een burn-out en de ontevredenheid in zijn rol als studiohoofd. Hij begon met het maken van mods voor Skyrim als een vorm van escapisme, wat uiteindelijk leidde tot zijn eerste soloproject, Oberon's Court. Dit project bleek echter te duister en confronterend voor Sala, waardoor hij besloot een nieuwe richting in te slaan met The Falconeer.
Sala werkte vijf jaar aan The Falconeer en hergebruikte elementen uit Oberon's Court, zoals de mythologie van de spelwereld en verschillende 3D-modellen. Sala werkte bijna volledig alleen aan het spel, met uitzondering van de muziek, voice-overs en het porten naar andere platformen. Hij liet zich onder andere inspireren door Crimson Skies en Star Wars: TIE Fighter.
Tijdens de ontwikkeling van The Falconeer legde Sala zichzelf een specifieke technische beperking op: hij gebruikte geen textures. Sala moest constant optimaliseren en compromissen sluiten om het spel soepel te laten draaien op de verschillende platformen.

## Uitbreidingen
In december 2020 verscheen de gratis update The Kraken, die nieuwe onderwater-content toevoegde, zoals wrakken, tempels en een kraken, en daarnaast belangrijke fixes en verbeteringen bracht. In 2021 volgde de gratis DLC Atun's Folly, die een nieuw piratenthema introduceerde.
In augustus 2021 werd de grote uitbreiding Edge of the World uitgebracht, met drie nieuwe mini-campagnes, negen missies, nieuwe speelbare klassen en een nieuw wapen. Tevens werd de level cap verhoogd. In dezelfde maand kwamen de PlayStation- en Switch-versies uit onder de naam The Falconeer: Warrior Edition, die alle eerdere DLC's en updates omvatten, naast verbeterde voice-overs en een gestroomlijnde tutorial.

## Ontvangst
Bij de uitgave werd The Falconeer over het algemeen redelijk goed ontvangen. Het spel kreeg lof voor de unieke gameplay, de graphics en de ambitieuze opzet, vooral gezien het feit dat het spel door één persoon is ontwikkeld. Critici prezen de spelwereld, de luchtgevechten en de soundtrack. Er waren echter ook enkele kritieken, zoals opmerkingen over de repetitieve aard van sommige missies en het soms moeilijk te volgen verhaal. Daarnaast werd het gebrek aan checkpoints tijdens lange missies als een minpunt ervaren. Desondanks werd The Falconeer gezien als een indrukwekkend debuut, waarbij critici Sala prezen voor zijn toewijding om het spel na de uitgave te verbeteren.

### Prijs
The Falconeer heeft diverse prijzen gewonnen en nominaties ontvangen. Tijdens de Game Connection 2019 Development Awards, die plaatsvonden tijdens de Game Developers Conference in San Francisco, won The Falconeer de prijzen "Best Console/PC Hardcore" en "Best Hardcore Game". Bij de Dutch Game Awards 2021 werd het spel bekroond met de prijs voor "Best Art", waarbij de jury de gestileerde uitstraling prees. Daarnaast ontving The Falconeer in 2021 een nominatie voor "Best Debut Game" bij de BAFTA Awards.

## Vervolg
Sala heeft aangegeven open te staan voor een vervolg op het spel, waarin hij mogelijk dieper ingaat op de persoonlijke verhalen van de personages en de wereld van The Great Ursee verder verkent.
In 2024 bracht Sala Bulwark: Falconeer Chronicles uit, een stedenbouwsimulatiespel dat zich afspeelt in dezelfde wereld als The Falconeer, maar dan 40 jaar later en met een focus op wederopbouw.